# Lehel utca
Lehel utca est une rue de Budapest, située dans les quartiers de Terézváros (6e arrondissement) et d'Angyalföld (13e arrondissement).